# Horst Thieme
Horst Thieme (* 27. März 1931 in Molmeck; † 23. August 1986 in Leipzig) war ein deutscher Archivar und Historiker.

## Leben
Horst Thieme, Sohn einer Arbeiterfamilie, begann nach einer Tätigkeit als Berufsschullehrer in Mansfeld und Hettstedt 1950 ein Studium der Geschichte an der Universität Leipzig. Von 1954 bis 1955 qualifizierte er sich am Institut für Archivwissenschaft zum Diplomarchivar weiter. Ab 1955 war er bei der Abteilung Merseburg des Deutschen Zentralarchivs tätig. 1957 wurde Thieme mit einer Arbeit zur preußischen Wirtschaftsgeschichte bei Ernst Engelberg in Leipzig promoviert.
In Merseburg leitete Thieme zuletzt den Bereich Information und Auswertung. 1972 wurde er zum Leiter des Stadtarchivs Leipzig berufen. Dieses Amt hatte er bis zu seinem krankheitsbedingten Ausscheiden 1983 inne. Thieme verfasste zahlreiche Beiträge zur Leipziger Stadtgeschichte, legte im Sinn der marxistischen Geschichtsschreibung Quelleneditionen u. a. zur Geschichte der örtlichen Arbeiterbewegung vor und beförderte die Neuordnung von Beständen des Archivs. Daneben engagierte er sich in der Lehramtsausbildung der Leipziger Universität und wirkte in verschiedenen Kommissionen der Staatlichen Archivverwaltung mit.

## Schriften (Auswahl)
- Die ökonomischen und politischen Widersprüche bei der Erteilung von Konzessionen zur Gründung von Aktiengesellschaften in Preußen von 1850–1857. Leipzig, Phil. F., Diss. 1957. DNB 480701695.
- Leipzig. Geschichte der Stadt in Wort und Bild. Deutscher Verlag der Wissenschaften, Berlin 1978. (Leitung des Autorenkollektivs gemeinsam mit Karl Czok)
- Für Frieden und Sozialismus – Gegen Imperialismus und Krieg! Eine Dokumentation über den Kampf der Leipziger Kommunisten zwischen 1919 und 1933. Komm. zur Erforschung d. Geschichte d. Örtl. Arbeiterbewegung bei d. Stadtleitung Leipzig d. SED, Leipzig 1983. (Leitung des Autorenkollektivs)
- Das Leipziger Eidbuch von 1590. VEB Fachbuchverlag, Leipzig 1986. ISBN 3-343-00186-4. (Herausgeber und Bearbeiter)